# Bellerose (Queens)
Pour les articles homonymes, voir Bellerose.
Bellerose est un quartier de New York situé dans l'arrondissement du Queens.

## Situation
Bellerose est situé au sud de Glen Oaks, à l'est de Queens Village et à l'ouest et au nord de Floral park.

## Démographie
Composition ethno-raciale en 2010, :
- Blancs non hispaniques (31,5 %)
- Hispaniques et Latinos (16,1 %)
- Asiatiques (38,8 %)
- Noirs (7,4 %)
- Métis (3,7 %)
- Autres (2,4 %)

Selon l'American Community Survey, pour la période 2012-2016, 44,5 % de la population âgée de plus de 5 ans déclare parler l'anglais à la maison, alors que 16,4 % déclare parler l'espagnol, 3,9 % l'ourdou, 3,6 % l'hindi, 2,9 % le tagalog, 2,0 % une langue chinoise, 1,5 % le gujarati, 0,8 % l'italien, 0,6 % le coréen, 0,6 % le grec, 15,4 % une autre langue indique et 7,8 % une autre langue.